# Castetnau-Camblong
Castetnau-Camblong ist eine französische Gemeinde mit 456 Einwohnern (Stand 1. Januar 2022) im Département Pyrénées-Atlantiques in der Region Nouvelle-Aquitaine (vor 2016: Aquitanien). Die Gemeinde gehört zum Arrondissement Oloron-Sainte-Marie und zum Kanton Le Cœur de Béarn (bis 2015: Kanton Navarrenx).

## Geographie
Castetnau-Camblong liegt ca. 25 km nordwestlich von Oloron-Sainte-Marie in der historischen Provinz Béarn.
Umgeben wird der Ort von den Nachbargemeinden:
| Viellenave-de-Navarrenx |                                             | Bastanès           |
|                         | Kompassrose, die auf Nachbargemeinden zeigt | Méritein Navarrenx |
| Charre Arrast-Larrebieu | Angous                                      | Susmiou            |

Castetnau-Camblong liegt im Einzugsgebiet des Flusses Adour am linken Ufer des Gave d’Oloron, einem Zufluss des Gave de Pau.
Der Lausset, ein Zufluss des Gave d’Oloron, strömt durch das Ortsgebiet mit seinen Nebenflüssen
- Riu de Carrié und seinem Zufluss
  - Ruisseau le Serrot,
- Riu Lanebielle und
- Ruisseau de Harcellane.[1]

## Geschichte
Die Ursprünge von Castetnau-Camblong gehen auf das 13. Jahrhundert zurück, als sich zwei dicht zusammenliegende Siedlungen zusammenschlossen. Eine dieser Siedlungen war Castelnau, die, wie der Name verrät, in der Nähe der Motte eines Lehnsherren gegründet wurde, die 1205 als Castrum de Castelnau im Kopialbuch des Bistums Lescar erwähnt wurde. 1289 wandelte Gaston VII, Vicomte von Béarn, die Siedlung lo Casteg-nau d’Arribere de Navarrencx in eine Bastide um. Gleichzeitig errichtete er eine Burg auf dem Gebiet von Camplonc. Zusammen mit den Befestigungen von Navarrenx auf der gegenüberliegenden Seite des Gave wurde somit ein Abwehrriegel gegenüber allfälligen Angriffen seitens des Vicomtes von Dax geschaffen. Bei der Volkszählung im Jahr 1385 wurden in Castegnau e Camlonc 53 Haushalte gezählt und vermerkt, dass der Ort zur Bailliage von Navarrenx gehört.
Weitere Toponyme und Erwähnungen von Camblong waren in der Folge
- Nostre-Done de Camplonc (1412, Notare von Navarrenx),
- Saint-Laurent de Camplonc (1620, Eingliederung in das Bistum Oloron) und
- Camploncq (1675, Manuskript des 16. bis 18. Jahrhunderts).[3]

Am Ende des Mittelalters hatte Castetnau-Camblong fast die gleiche Größe und Bedeutung wie Navarrenx. Viele, noch heute erhaltene Bürgerhäuser entstanden dort im 16. und 17. Jahrhundert.
Auf der Karte von Cassini 1750 sind beide Ortsteile als Castelnau und Camblone eingetragen, während der Französischen Revolution 1793 als Castelnau und Camblong getrennt geführt, acht Jahre später während des Französischen Konsulats offiziell vereinigt als Castetnau-Camblong.

### Einwohnerentwicklung
Nach einem ersten Höchststand von über 750 Einwohnern in der Mitte des 19. Jahrhunderts hat sich die Zahl bei kurzen Wachstumsphasen bis zu den 1950er Jahren um insgesamt über die Hälfte reduziert. Seitdem ist eine Stabilisierung zu verzeichnen und die Bevölkerung ist wieder im Wachstum begriffen.
| Jahr      | 1962 | 1968 | 1975 | 1982 | 1990 | 1999 | 2006 | 2009 | 2022 |
| --------- | ---- | ---- | ---- | ---- | ---- | ---- | ---- | ---- | ---- |
| Einwohner | 371  | 372  | 386  | 361  | 393  | 367  | 385  | 425  | 456  |

## Sehenswürdigkeiten
- Ortskirche, gewidmet Laurentius von Rom. Im 19. Jahrhundert bedurfte es drei Anläufe, eine neue Kirche zu errichten, die größer als die bisherige sein sollte und näher am Ortszentrum liegen sollte. Der Plan von Baptiste Gascogne, Zimmermann und Architekt aus Navarrenx, der ein dreischiffiges Gebäude vorsah, fand 1852 schließlich den Zuspruch der Pfarrgemeinde. Die Bauarbeiten wurden bis 1858 durchgeführt, 1860 der Innenraum ausgestattet. Drei Jahre später wurden sechs Glasfenster, Werke der Glasmalerei Mauméjean aus Pau, eingesetzt.[8] Der Glockenturm ist nach dem Geschmack des 17. und 18. Jahrhunderts errichtet. Er ragt aus der Westfassade empor, mit einem großen Eingangsportal zur Kirche im Erdgeschoss, darüber drei Etagen mit je einer rundbogenförmigen Maueröffnung und mit einem Schieferdach gedeckt. Das Dach wird à l’impériale (deutsch kaiserlich) genannt, weil seine geschwungene Form an eine Kaiserkrone erinnert.[9] Auf dem Dach des Glockenturms ist eine Laterne mit offenen Arkaden aufgesetzt, deren Wände mit Schindeln aus Schiefer ausgekleidet sind. Das Dach der Laterne, eine Analogie des Hauptdaches und ebenfalls à l’impériale, ist mit einem einfachen Metallkreuz an der Spitze versehen.[10]

- Wegkapelle, gewidmet Josef von Nazaret. Im 19. Jahrhundert bedrohte eine Pest-Epidemie das Leben der Bewohner. Nachdem diese vorbeiging, errichteten sie an der Landstraße nach Navarrenx eine Wegkapelle zum Dank an den Schutzpatron, den heiligen Josef, der ihre Gebete erhört hatte. Die Kapelle enthält einen Altaraufsatz aus Holz, mit geschnitzten Figuren verziert. Ihre Fassade ist mit einer Tür geöffnet, darüber ein Tympanon, unterbrochen von einem Spitzbogen. Auf diesem Bogen und über dem Sturz ist die Inschrift „À SAINT JOSEPH – SON PROTECTEUR – CASTETNAU-CAMBLONG RECONNAISSANT“ (deutsch Castetnau-Camblong dankt seinem Beschützer, dem heiligen Joseph) zu lesen.[11]

## Wirtschaft und Infrastruktur

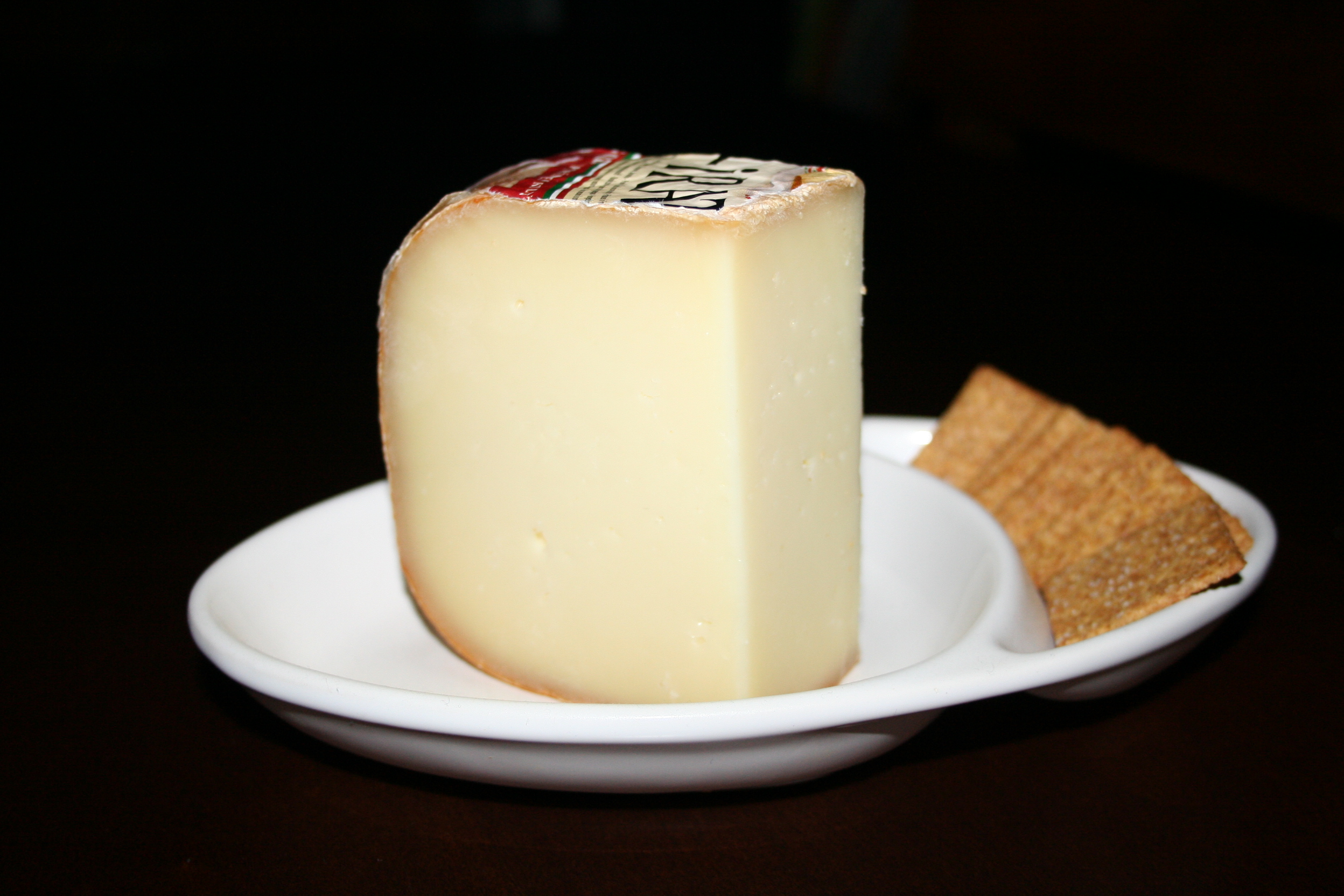
Ossau-Iraty

Die Landwirtschaft ist eine der wichtigsten Wirtschaftsfaktoren der Gemeinde. Die Lage an einem der historischen Jakobswege nach Santiago de Compostela führt zu einer wachsenden Bedeutung des "grünen" Tourismus. Castetnau-Camblong liegt in den Zonen AOC des Ossau-Iraty, ein traditionell hergestellter Schnittkäse aus Schafmilch, sowie der Schweinerasse und des Schinkens „Kintoa“.

### Bildung
Die Gemeinde verfügt über eine öffentliche Vor- und Grundschule mit 39 Kindern im Schuljahr 2016/2017.

### Sport
Der Fernwanderweg „GR 65“ von Genf nach Roncesvalles führt durch das Gemeindegebiet. Er folgt ab Le Puy-en-Velay der Via Podiensis, einem der vier historischen Jakobswege in Frankreich.

### Verkehr
Die Gemeinde ist erreichbar über die Routes départementales 115, 243 und 936 (ehemalige Route nationale 636).